# Reki Kawahara
Reki Kawahara (川原 礫) er en japansk Light novel forfatter han har skrevet både Sword Art Online, Accel World og The Isolator. Både Sword art online og Accel world er blevet til Anime.

## Karriere
Reki Kawahara skrev den første Sword Art Onlinel historie i 2001 for at være med i ASCII Media Works Dengeki Game Novel Prize i 2002. Men sendte den ikke ind da den var for lang så han opladede den til interneted som en webroman under pen navnet Fumio Kunori. Med tiden skrev han flere arcs og nogle korte historier som det første arc blev lavet om til light novel's.
 Der er for få eller ingen kildehenvisninger i denne artikel, hvilket er et problem. Du kan hjælpe ved at angive troværdige kilder til de påstande, som fremføres i artiklen.